# Buddy Shuman 250 1964
Buddy Shuman 250 1964 var ett stockcarlopp ingående i Nascar Grand National Series (nuvarande Nascar Cup Series) som kördes 11 september 1964 på den 0,4 mile (643,737 m) långa ovalbanan Hickory Motor Speedway i Hickory, North Carolina. Totalt avverkades 100 miles (160,934 km) fördelat på 250 varv. Banunderlaget var dirt. Loppet vanns av David Pearson i en Dodge på tiden 1:28.30 med en medelhastighet på 67,797 mph körandes för Cotton Owens. Prispotten uppgick till 6 490 dollar, varav 2 035 dollar gick till segraren. Loppet är uppkallat efter stockcarföraren Buddy Shuman som dog i en hotellbrand 13 november 1955.

## Resultat
| Plc     | Nr | Förare          | Team/ bilägare    | Konstruktör | Start | Varv | Ledda varv |
| ------- | -- | --------------- | ----------------- | ----------- | ----- | ---- | ---------- |
| 1       | 6  | David Pearson   | Cotton Owens      | Dodge       | 1     | 250  | 207        |
| 2       | 19 | Larry Thomas    | Herman Beam       | Ford        | 27    | 247  | 0          |
| 3       | 3  | Buck Baker      | Ray Fox           | Dodge       | 6     | 246  | 0          |
| 4       | 54 | Jimmy Pardue    | Charles Robinson  | Plymouth    | 3     | 246  | 0          |
| 5       | 43 | Richard Petty   | Petty Enterprises | Plymouth    | 2     | 238  | 0          |
| 6       | 02 | Curtis Crider   | Curtis Crider     | Mercury     | 16    | 237  | 0          |
| 7       | 5  | Tiny Lund       | Lyle Stelter      | Ford        | 21    | 235  | 0          |
| 8       | 88 | Neil Castles    | Buck Baker        | Chrysler    | 14    | 229  | 0          |
| 9       | 34 | Wendell Scott   | Wendell Scott     | Ford        | 10    | 220  | 0          |
| 10      | 61 | Jimmy Helms     | Bob Cooper        | Pontiac     | 26    | 218  | 0          |
| 11      | 78 | Buddy Arrington | Buddy Arrington   | Dodge       | 8     | 217  | 0          |
| 12      | 32 | Mark Hurley     | Dave Kent         | Ford        | 12    | 217  | 0          |
| 13      | 9  | Roy Tyner       | Roy Tyner         | Chevrolet   | 15    | 211  | 0          |
| 14      | 58 | Doug Moore      | Doug Moore        | Chevrolet   | 17    | 205  | 0          |
| 15      | 48 | Doug Wilson     | W.S. Jenkins      | Ford        | 20    | 200  | 0          |
| 16      | 68 | Bob Derrington  | Bob Derrington    | Ford        | 18    | 177  | 0          |
| 17      | 86 | Steve Young     | Buck Baker        | Chrysler    | 19    | 177  | 0          |
| 18      | 60 | Doug Cooper     | Bob Cooper        | Ford        | 7     | 170  | 0          |
| 19      | 97 | Bill Whitley    | Ray Osborne       | Chevrolet   | 24    | 142  | 0          |
| 20      | 55 | Earl Brooks     | Wendell Scott     | Chevrolet   | 25    | 113  | 0          |
| 21      | 0  | Don Branson     | Jack Anderson     | Ford        | 22    | 96   | 0          |
| 22      | 27 | Junior Johnson  | Banjo Matthews    | Ford        | 4     | 89   | 43         |
| 23      | 52 | E.J. Trivette   | Jess Potter       | Chevrolet   | 13    | 59   | 0          |
| 24      | 81 | Frank Weathers  | Joe Keistler      | Dodge       | 11    | 52   | 0          |
| 25      | 53 | Pete Stewart    | David Warren      | Ford        | 9     | 48   | 0          |
| 26      | 45 | Bobby Isaac     | Louis Weathersbee | Plymouth    | 5     | 7    | 0          |
| 27      | 01 | Joe Cote        | Curtis Crider     | Mercury     | 23    | 5    | 0          |
| Källor: |    |                 |                   |             |       |      |            |